# Alexandru Bârlădeanu
Alexandru Bârlădeanu o Bîrlădeanu (Comrat, 25 gennaio 1911 – Bucarest, 13 novembre 1997) è stato un politico ed economista rumeno.
Professore di economia di stampo marxista, rilevante esponente politico della Romania comunista e principale fautore delle politiche economiche del paese tra gli anni cinquanta e sessanta, nel 1968 entrò in polemica con Elena Ceauşescu, moglie del presidente Nicolae Ceaușescu, e fu allontanato dai vertici del Partito Comunista Rumeno. Negli ultimi anni della sua carriera, dopo il crollo del regime, fu membro del primo governo provvisorio e presidente del Senato dal 1990 al 1992.

## Studi e inizio della carriera politica in Unione Sovietica (1911-1946)
Nato da una famiglia di insegnanti di Comrat nell'allora Impero russo nella provincia di Bessarabia (oggi nella Repubblica Moldava) completò gli studi primari a Căuşeni nel 1921, studiando poi a Tighina fra il 1921 e il 1926, prima di trasferirsi a Iași, dove frequentò un istituto superiore tra il 1926 e il 1928. Ottenne il suo primo lavoro nel 1928, come funzionario dell'ispettorato scolastico di Tighina. Nei successivi otto anni fu supplente presso un istituto commerciale di Iaşi. Tra il 1929 e il 1931, frequentò l'Università Politecnica di Bucarest, ma non si laureò. Tra il 1933 e il 1937, frequentò la facoltà di giurisprudenza ed economia politica presso l'Università di Iaşi, ottenendo il titolo di dottorato nel 1940, dopo essere stato assistente universitario per il prof. Gheorghe Zane per tre anni. Si crede che abbia aderito al clandestino Partito Comunista Romeno nel 1943, sebbene altre fonti suggeriscano che ciò sia avvenuto nel 1935. In ogni caso, l'ambiente studentesco di Iaşi lo introdusse ai circoli comunisti già a partire dal 1933. Tra il 1934 e il 1936 fu capo dell'associazione studentesca di ispirazione comunista "Centri Uniti", lavorò per il giornale di sinistra Manifest, e fu un militante della Lega Antifascista, del Comitato Antifascista di Tighina e dell'associazione culturale Amicii URSS. Nel 1936 fu anche nella leadeship della sezione di Iaşi del Fronte Democratico Studentesco.
Nel 1940, al momento dell'occupazione sovietica della Bessarabia e del nord della Bucovina, si trovava in vacanza in quei territori. Decise di rimanere e di prendere la cittadinanza sovietica. Nel settembre 1940 iniziò a lavorare per l'Istituto di Ricerca Scientifica di Chișinău. Nel 1941, a causa dell'attacco nazista all'Unione Sovietica, fu costretto a fuggire verso est, fermandosi nell'area di Karaganda, nell'attuale Kazakistan. Nei successivi due anni svolse le professioni di insegnante, preside, minatore e rappresentante politico in un kolchoz, fin quando, nel 1943, poté trasferirsi a Mosca per riprendere i suoi studi. Come militante del circolo dei comunisti rumeni in esilio nell'URSS, durante la seconda guerra mondiale, lavorò per la sezione di lingua rumena dell'emittente radiofonica La Voce della Russia (1943–1945), collaborò con l'agenzia di stampa statale TASS e con Graiul liber, il giornale dei rumeni in Unione Sovietica (1943–1946). Inoltre, fu insegnante nella sezione rumena della scuola antifascista per prigionieri (1944–1946), diventandone il direttore nel 1945. Membro del Partito Comunista dell'Unione Sovietica, studiò anche politica economica all'Istituto Plechanov tra il 1943 e il 1946, grazie ad una borsa di studi da parte dell'istituto di Chişinău. Non completò gli studi, poiché nel giugno 1946 fece ritorno in Romania, su richiesta del Partito Comunista Romeno, da poco uscito dalla clandestinità e pronto ad assumere il potere. Si unì ufficialmente al partito grazie alle raccomandazioni di Leonte Răutu e Mihail Roller. Tra il giugno e il novembre del 1946 lavorò come insegnante e assistente della direzione della sezione economica del Comitato Centrale del partito, iniziando la scalata ai vertici del PCR.

## Gli anni al potere (1946-1968)
Al suo rientro in Romania iniziò ad occupare posizioni influenti nei ministeri economici.
Vinse il suo primo seggio da deputato alle elezioni del 1946 e, dopo l'instaurazione della Repubblica Socialista del 1947, fu membro della Grande Assemblea Nazionale (unica camera del parlamento della neonata repubblica) tra il 1948 e il 1975, rappresentando i distretti di Prahova, Iaşi e Costanza.
Nel 1946 fu nominato esperto economico nel comitato governativo che partecipò alle negoziazioni nei Trattati di Parigi (1947) al termine della seconda guerra mondiale. Nel dicembre 1946 divenne segretario generale del Ministero dell'Economia, incarico che mantenne fino ad agosto 1947, quando fu trasferito al Ministero per l'Industria e il Commercio, rimanendovi fino al marzo 1948. Fu parte del gruppo che nel 1947 approvò la riforma monetaria.
Dal 1947 in poi, fu il promotore, insieme a Gheorghe Gaston Marin, dei piani di sviluppo economico del paese, divenendo successivamente Ministro per il Commercio Estero (1948-1954). Tra gli altri incarichi rivestì i ruoli di vicepresidente (1954) e presidente (1955–1956) del Comitato di Pianificazione Statale, vicepresidente del consiglio dei ministri con funzioni economiche (1955–1965 and 1967–1969) e primo vicepresidente del consiglio dei ministri (1965–1967).
Come rappresentante della Romania al Comecon tra il 1955 e il 1966, si oppose al piano dell'Unione Sovietica di creare un'unione economica sovranazionale, inimicandosi in tal modo il presidente sovietico Nikita Khrushchev. Nello stesso periodo rappresentò la Romania anche alla Commissione economica per l'Europa, nel tentativo di aprire l'economia rumena all'occidente e firmando accordi commerciali con Francia, Regno Unito, Svizzera, Paesi Bassi, Belgio, Germania Ovest e Italia. Nel complesso contribuì a rafforzare il concetto di dichiarazione di neutralità del paese all'interno del blocco comunista, affermando una certa indipendenza tanto dall'URSS quanto dall'emergente Cina di Mao Zedong.
Sebbene non avesse rilevanti pubblicazioni scientifiche all'attivo, nel 1955 fu nominato membro titolare dell'Accademia rumena (rumeno: Academia Româna) insieme agli altri importanti dignitari del partito (Ion Gheorghe Maurer e Lothar Rădăceanu), e ne fu poi vicepresidente dal 1990 al 1994. Fu anche membro onorario dell'Accademia di Scienze della Moldavia (rumeno: Academia de Ştiinţe a Moldovei). A partire dal 1949 iniziò ad insegnare all'Accademia degli studi economici di Bucarest, diventando poi capo del dipartimento di politica economica.
Bârlădeanu fu tra i leader e ideologi del partito per circa 15 anni, mantenendo tra il 1955 e il 1969 il suo posto nel massimo organo decisionale del paese, il Comitato Centrale del partito. Tra il 1962 e il 1965 fu anche supplente del segretario generale del PCR e presidente della repubblica Gheorghe Gheorghiu-Dej. Tra gli altri incarichi politici rivestì anche quelli di membro del Consiglio Esecutivo (marzo–luglio 1965) e membro del consiglio permanente al IX congresso del PCR nel luglio del 1965, anche sotto la presidenza del successore di Gheorghiu-Dej, Nicolae Ceaușescu.
Tra il 1960 e il 1962, fu presidente persino della Federazione calcistica della Romania, ritirando la squadra dalle qualificazioni al Campionato mondiale di calcio 1962 per non esporre la nazionale alla propaganda capitalista.

## La rottura con Ceaușescu e l'allontanamento dal PCR (1968-1989)
Entrò in conflitto con Elena Ceauşescu, in qualità di direttore del consiglio nazionale per la ricerca scientifica, di cui era a capo dalla fine del 1967. In aperta rottura con le decisioni della moglie del nuovo presidente, diede le dimissioni da tutti i suoi incarichi nel dicembre 1968, sebbene rimanesse nel Comitato Centrale fino all'agosto 1969. Molti esperti economici come lui furono allontanati a causa dell'emergente influenza di Elena Ceauşescu. Bârlădeanu di lei scrisse che "odioso spirito di vendetta, stupidità, cattiveria, insensibilità e sfacciataggine" erano le sue "più ovvie" qualità negative.
Negli anni successivi, Bârlădeanu provò con Paul Niculescu-Mizil a creare una fazione dissidente interna al partito, la "fazione patriottica" del PCR in cui, ormai, vi era stata una rottura netta tra il primo stalinismo degli anni cinquanta e sessanta e gli sviluppi successivi, con la predominanza del potere personale del dittatore. Bârlădeanu in particolare provò a rivalutare la figura di Gheorghiu-Dej in contrasto con quella di Ceauşescu.
Tra gli anni settanta e ottanta si trovò due volte a dover fronteggiare le autorità. Pubblicò un articolo su Contemporanul, ignorando la necessità dell'approvazione statale e, in un secondo momento, discusse con l'ex segretario del PCR e rivale di Ceauşescu Gheorghe Apostol, una strategia per ribaltare la leadership del dittatore. In seguito all'emergente processo di nazionalizzazione, ebbe problemi anche di natura personale, poiché trovò sempre maggiori difficoltà a rivendere beni di lusso di cui era in possesso.
Nel marzo 1989 fu tra i firmatari della Lettera dei Sei, documento elaborato da sei dissidenti comunisti di grande spessore, tra i quali Gheorghe Apostol e Silviu Brucan, in aperta critica contro le scelte economico-sociali operate del dittatore. Il regime reagì condannandolo agli arresti domiciliari ed espellendolo dal partito.

## Nella Romania postrivoluzionaria (1989-1997)
Dopo la rivoluzione romena del 1989 fu liberato e fu nominato dal nuovo presidente Ion Iliescu fra i membri del nuovo governo provvisorio, il Consiglio del Fronte di Salvezza Nazionale (CFSN). Entrato nel partito fondato dallo stesso Iliescu, il Fronte di Salvezza Nazionale (FSN), si candidò alle elezioni del maggio 1990, le prime della Romania postrivoluzionaria. Fu nominato Presidente del Senato, incarico che mantenne per tutta la legislatura tra il giugno 1990 e l'ottobre 1992. In questa funzione, nel gennaio 1991 fece un discorso commemorativo per le vittime dei pogrom organizzati dalla Guardia di Ferro a Bucarest e Iaşi nel 1941. Prese posizione contro il primo ministro Petre Roman e il suo alleato Adrian Severin nella questione riguardante la liberalizzazione dei prezzi e la privatizzazione del mercato. Mentre Bârlădeanu premeva per una posizione prudente, insieme all'ala di sinistra del Fronte di Salvezza Nazionale, Roman preferiva una maggiore accelerazione del processo di avvicinamento all'economia di mercato.
In virtù della sua grande esperienza di uomo di stato, tra il 1990 e il 1991 fu scelto come co-presidente del comitato incaricato di redigere la nuova Costituzione.
Il quotidiano filogovernativo Azi lo nominò direttore onorario.
Nel 1991 lasciò il FSN e nel 1993 si ritirò a vita privata.
Nel 1995, elogiando Corneliu Coposu, defunto leader del partito di centrodestra Partito Nazionale Contadino Cristiano Democratico, rivale del Fronte di Salvezza Nazionale, Bârlădeanu dichiarò pubblicamente che, sebbene entrambi appartenessero alla stessa generazione, fu Coposu a scegliere la corretta via.
Alexandru Bârlădeanu morì a Bucarest nel 1997.

## Vita privata
Conobbe la sua prima moglie in Russia. La seconda moglie fu l'attrice Marcela Rusu, mentre la terza moglie, Mihaela Pamfila, fu una ricercatrice dell'Istituto di Linguistica "Iorgu Iordan - Alexandru Rosetti". Ebbe un figlio (Alexandru), emigrato in Francia prima della rivoluzione, e una figlia (Irina).